# Število EINECS
Kratica EINECS pomeni  EXISTING COMMERCIAL CHEMICAL SUBSTANCES. S kodo EINECS so označene vse kemične spojine, ki so bile v prodaji ali prometu med 1. januarjem 1971 in med 18. septembrom 1981 v Evropski uniji. Koda je sedemmestna, začne pa se z 200-001-8 Formaldehid. Vseh spojin je 100204.
Številčni prikaz spojine je urejen z metodo NNN-NNN-R (N = numbers - število, R = reminder - ostanek) po standardu  ISBN-10. V enačbo vnesemo EINECS števila N ter jih po izračunu preverimo z ostankom R, ki ga zaokrožimo na celo število - navzgor 
{\displaystyle {\frac {N_{1}+2\!\times \!N_{2}+3\!\times \!N_{3}+4\!\times \!N_{4}+5\!\times \!N_{5}+6\!\times \!N_{6}}{11}}=Q+{\frac {R}{11}}}
Če je ostanek 10, potem to število ni uporabljeno v seznamu EINECS.
Za primer poglejmo EC številko za deksametazon, ki je 200-003-9.  N1 je 2, N2 do N5 so 0, in N6 je 3.    
{\displaystyle {\frac {2+2\!\times \!0+3\!\times \!0+4\!\times \!0+5\!\times \!0+6\!\times \!3}{11}}={\frac {20}{11}}=1+{\frac {9}{11}}}
Ostanek je 9, kar pomeni, da je na seznamu.